# Francesco Satolli
Francesco di Paola Satolli (Marsciano, 21 de julho de 1839 - Roma, 8 de janeiro de 1910) foi um italiano teólogo, o cardeal e o primeiro Delegado Apostólico para o Estados Unidos .

## Vida
Ele freqüentou o seminário em Perugia e recebeu em 14 de junho de 1862 o sacramento da Ordem. Ele recebeu seu doutorado na Universidade Sapienza de Roma e em 1864 nomeado professor no seminário de Perugia. Em 1870 ele se tornou pastor em Marsciano e em 1872 ele foi para a Abadia de Montecassino, onde permaneceu por dois anos.
Em 1880, ele seguiu o professor do apelo do Papa dogma na Propaganda Fide. Em 1882 ele se tornou professor de Seminário Romano de 1884 Reitor do Colégio grego de 1886 Presidente da Pontifícia Academia Eclesiástica, e em 1 de julho de 1888 Arcebispo titular de Naupactus. A ordenação episcopal doou-o em 10 de julho do mesmo ano, o secretário da Congregação para o Santo Roman e universi elle Inquisição, Raffaele Monaco La Valletta; Co-consecrators foram Cardeal Angelo Bianchi, prefeito da Congregação dos Ritose Raffaele Sirolli, Bispo de Aquino-Sora-Pontecorvo . Como professor, ele teve um papel significativo no desenvolvimento da neo-homossexualidade, Leão XIII encorajada. Suas palestras, que sempre foram fluentes e frequentemente eloquentes, animaram o entusiasmo de seus alunos pelo estudo de Tomás de Aquino, enquanto seus escritos abriram caminho para a difusão da literatura tomista em filosofia e teologia .
Satolli veio para os Estados Unidos em 1889. Ele foi convidado do centenário do Arcebispado de Baltimore e fez um discurso na inauguração da Universidade Católica da América em novembro. Em sua segunda visita, em 16 de novembro de 1892, ele participou da reunião de arcebispos em Nova York , formulando quatorze propostas para resolver problemas específicos com a escola, que foram então discutidos. Então ele se instalou na Universidade Católica da América, onde lecionou sobre a filosofia do professor da igreja Tomás de Aquino.
De 24 de janeiro de 1893 a 1896, ele foi o primeiro Delegado Apostólico baseado em Washington, DC a representar os interesses da Santa Sé nos Estados Unidos. Em 29 de novembro de 1895, o Papa Leão XIII ele como um padre cardeal com a igreja titular de Santa Maria em Ara Coeli no Colégio dos Cardeais .
Em 1893 ele foi pintado pelo artista americano de ascendência suíça Adolfo Müller-Ury (1862-1947).
Depois de voltar a Roma em outubro de 1896, ele estava em 16 de dezembro de 1896 arcipreste da Arquibasílica de São João de Latrão em 21 de julho de 1897, Prefeito da Congregação de Estudos. Com a nomeação como cardeal bispo de Frascati em 22 de junho de 1903, ele subiu para a mais alta classe cardinal. Sua última visita aos Estados Unidos foi na Feira Mundial em St. Louis em 1904. Ele morreu em 8 de janeiro de 1910 em Roma e estava no cemitério Campo Verano enterrado.

## Link Externo
- http://webdept.fiu.edu/~mirandas/bios1895